# 유령곰
유령곰(ghostgom)은 2019년 곰을 소재로 하여 창작한 캐릭터와 그 밖의 미디어 믹스 작품을 통틀어 이르는 말이다. 작가의 인스타그램과 블로그에 동명의 캐릭터를 사용한 시리즈물을 게시하기 시작하였다. 서울 코엑스에서 개최된 서울일러스트레이션페어(2019년 7월 22~25일)에 참가하여 방문객, 특히 청소년들로부터 많은 호응과 관심을 끌면서 대중에 본격적으로 알려지기 시작했다.

## 배경
유령곰은 붕어빵을 좋아하며 대표작인 <침대에서 잠든 유령곰>도 유령곰이 붕어빵이 날아다니는 꿈을 꾸고 있고 그 옆에 유령과 별, 달들이 감싸주고 있는 모습을 형상화하고 있다.